# Mimosa polyancistra
Mimosa polyancistra är en ärtväxtart som beskrevs av George Bentham. Mimosa polyancistra ingår i släktet mimosor, och familjen ärtväxter. Inga underarter finns listade i Catalogue of Life.